# 露屏路公共運輸交匯處
露屏路公共運輸交匯處（英文：Lo Ping Road Public Transport Interchange）位於新界大埔區大埔露屏路香港教育大學外，為一個露天坑狀公共運輸交匯處，現時有1條巴士路線及2條專線小巴路線以此為總站，另有1條巴士路線途經。

## 歷史
- 1997年10月27日：配合香港教育學院大埔露屏路的新校園入伙，九龍巴士275線投入服務。本站隨即啟用。
- 2002年2月17日：新界區專線小巴26線投入服務。
- 2002年3月8日：九龍巴士275P線投入服務。
- 2003年6月4日：275P線取消，由九龍巴士275S線取代275線於假日的服務。
- 2011年12月19日：275及275S線一併取消，由九龍巴士74K線改為全日服務並繞經此站取代[2]。
- 2019年12月30日：九龍巴士74F線投入服務。
- 2022年10月31日：九巴74F線增設下午回程班次。
- 2023年12月18日：九龍巴士73F線投入服務。

## 總站路線資料

### 九龍巴士73F線
- 荃灣（如心廣場） ↔ 香港教育大學

於2023年12月18日投入服務，途經荃灣市中心、大窩口站、昌榮路、梨木樹邨、城門隧道、吐露港公路及大埔工業邨，只於平日繁忙時間提供服務。

### 九龍巴士74F線
- 觀塘碼頭 ↔ 香港教育大學

於2019年12月30日投入服務，途經觀塘市中心、牛頭角、九龍灣、啟業邨、彩虹邨、大老山隧道及大埔工業邨，只於平日繁忙時間提供服務。

### 九龍巴士263C線
- 屯門站 ↔ 香港教育大學

於2019年5月2日起投入服務，途經屯門新墟、屯門市中心、友愛邨/安定邨、兆麟苑及豐景園往來香港科學園、白石角、廣福邨、大埔墟、大埔中心和大埔工業邨，只限平日繁忙時間提供服務。

### 九龍巴士265S線
- 天水圍市中心 → 香港教育大學

只在平日早上提供服務。途經怡雅苑、大元邨、大埔舊墟、大埔墟、廣福邨、天耀邨、天瑞邨、天恩邨、香港濕地公園、天晴邨、嘉湖山莊美湖居、栢慧豪園。

### 新界區專線小巴26線
- 馬鞍山（海柏花園） ↔ 香港教育大學

於2002年2月17日投入服務，為大埔區唯一直接往返馬鞍山的全日路線。

### 新界區專線小巴26A線
- 香港教育大學 ↺ 大埔墟（廣福道）

## 途經路線資料（巴士）

### 九龍巴士74K線
- 大埔墟站 ↺ 三門仔（經香港教育大學）

於1983年4月7日投入服務，1991年6月25日改為繁忙時間提供服務，2011年12月19日再次改為全日服務並改為循環線：每日12:00前的班次先繞經此站再前往三門仔，然後不經此站返回大埔中心及大埔墟站，而12:00或之後的班次先前往三門仔再繞經此站再返回大埔中心及大埔墟站。

## 車坑分佈
| 編號 | 寬度 | 路線                          |
| ---- | ---- | ----------------------------- |
| 1    | 雙坑 | 專線小巴26線、26A線           |
| 2    | 雙坑 | 九龍巴士73F、74F、74K、263C線 |

## 外部連結
- 九巴 （页面存档备份，存于）